# Myrna Loy
Myrna Adele Williams , conhecida como Myrna Loy (Radersburg, 2 de agosto de 1905 — Nova Iorque, 14 de dezembro de 1993) foi uma atriz estadunidense.

## Biografia
Myrna Loy era filha de um fazendeiro e de uma dona-de-casa formada em música. Morou por um tempo no sul da Califórnia, devido a um problema de saúde, mas acabou voltando para o rancho do pai. Depois a mãe dela precisou de uma cirurgia então, as duas mais o irmão mudaram-se para Ocean Park. Lá Myrna começou a frequentar aulas de dança. Quando voltaram para casa, ela fez sua estréia no palco em um pequeno teatro, dançando.
Quando seu pai faleceu, a família mudou-se para Los Angeles, onde ela continuou com as aulas de dança e aos 15 anos começou a aparecer em peças de teatro locais. Aos 18 anos teve que largar os estudos e começar a trabalhar para ajudar nas finanças da família.
Em 1925 foi selecionada para o filme What Price Beauty?. Embora seu papel fosse pequeno, sua maquiagem e figurino exótico no filme, levaram a Warner Brothers a lhe contratar. Nos filmes silenciosos que ela fez a partir dai, seus papéis eram da mulher faltal ou vamp e frequentemente aparecia como asiática ou euro-asiática. Levou anos para ela vencer esse estereótipo. Nessa época fez pequenos papéis e sua carreira começou a entrar em declínio.
Até que em 1934, atuou em Manhattan Melodrama, que lhe trouxe o sucesso. No mesmo ano fez o filme The Thin Man, onde interpretou a esposa do detetive Nick Charles, na série de filmes Thin Man, co-protagonizados por William Powell. Os dois se tornaram a dupla mais bem-sucedida do cinema, atuaram juntos em 14 filmes.
Durante a Segunda Guerra Mundial, deu um tempo na carreira para ajudar nos esforços de guerra para levantar fundos. Lutou tão ferozmente contra Adolf Hitler que seu nome chegou a aparecer em uma lista negra do ditador.
Em 1946 retornou ao cinema, onde fez o filme do qual mais se orgulhava, The Best Years of Our Lives. A partir de 1950 apareceu esporadicamente no cinema e na TV e em 1973 fez sua estréia na Broadway.
Loy foi casada quatro vezes, se divorciou de todos e não teve nenhum filho. Publicou uma autobiografia em 1987 chamada Myrna Loy: Being and Becoming.
Nunca foi indicada a um prêmio Oscar, mas em 1991 recebeu o Honorário, pelo conjunto de sua carreira. Ela não pode comparecer ao evento, mas fez um vídeo em casa para agradecer o prêmio, foi sua última aparição em público.
Atriz sofreu duas mastectomias, em 1975 e em 1979 devido a um câncer na mama. Ela morreu em 1993 durante uma cirurgia. Encontra-se sepultada no Forestvale Cemetery, Helena (Montana), Condado de Lewis and Clark, Montana nos Estados Unidos.

## Filmografia
- 1981 - Summer Solstice (TV)

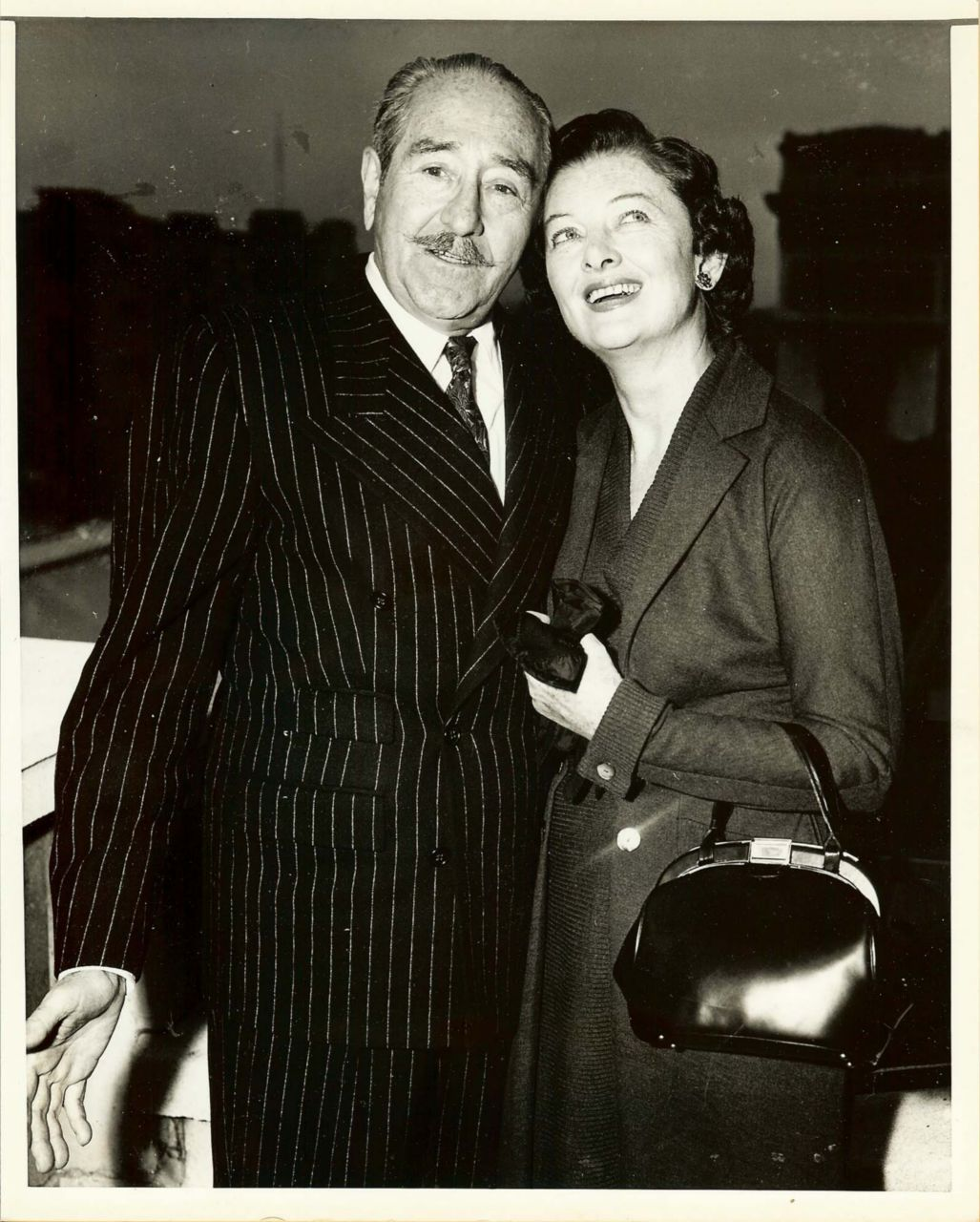
Myrna Loy e Adolphe Menjou em The Ambassador's Daughter (1956).

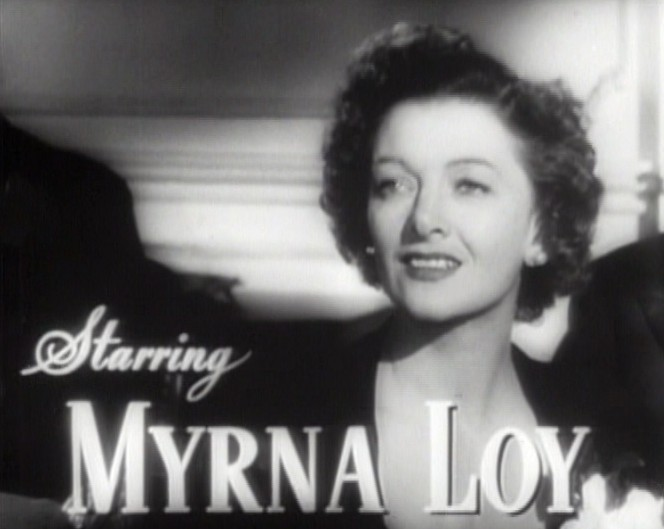
The Best Years of Our Lives (1946).

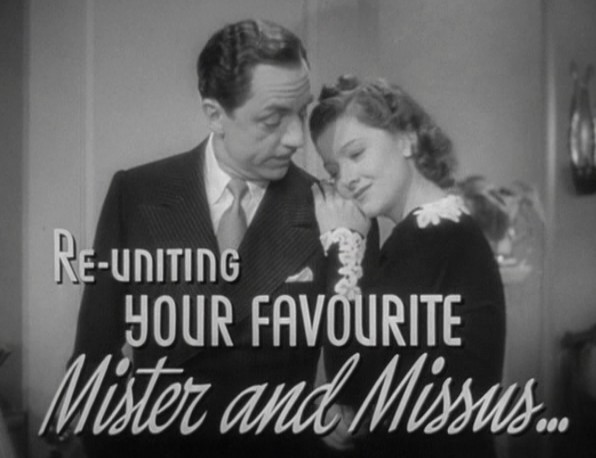
Myrna Loy e William Powell em Another Thin Man (1939).

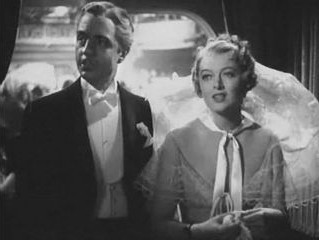
Myrna Loy e William Powell em The Great Ziegfeld (1936).

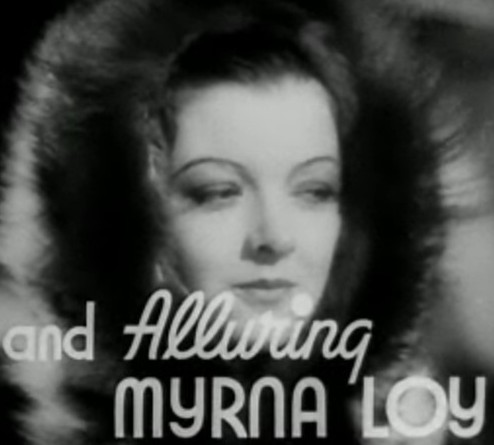
Petticoat Fever (1936).

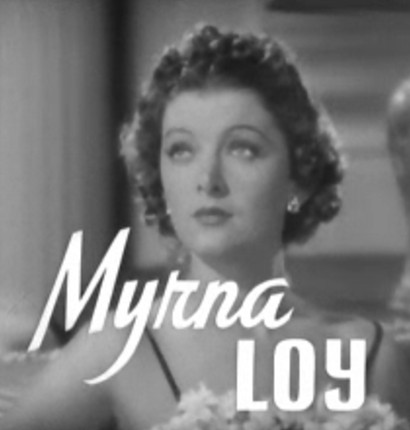
Libeled Lady (1936).

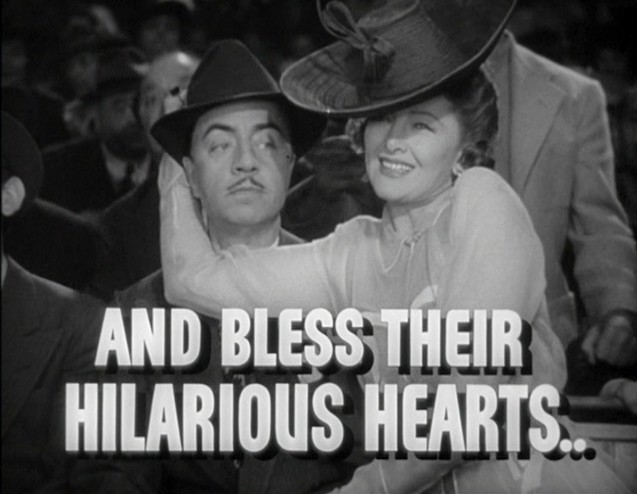
Myrna Loy e William Powell em Shadow of the Thin Man (1941).

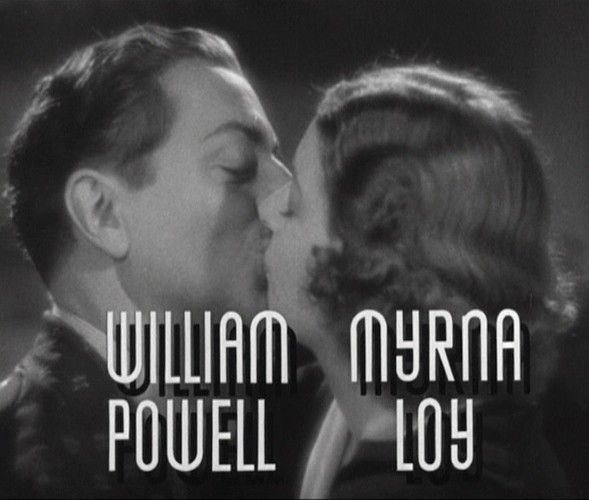
Myrna Loy e William Powell em After the Thin Man (1936).

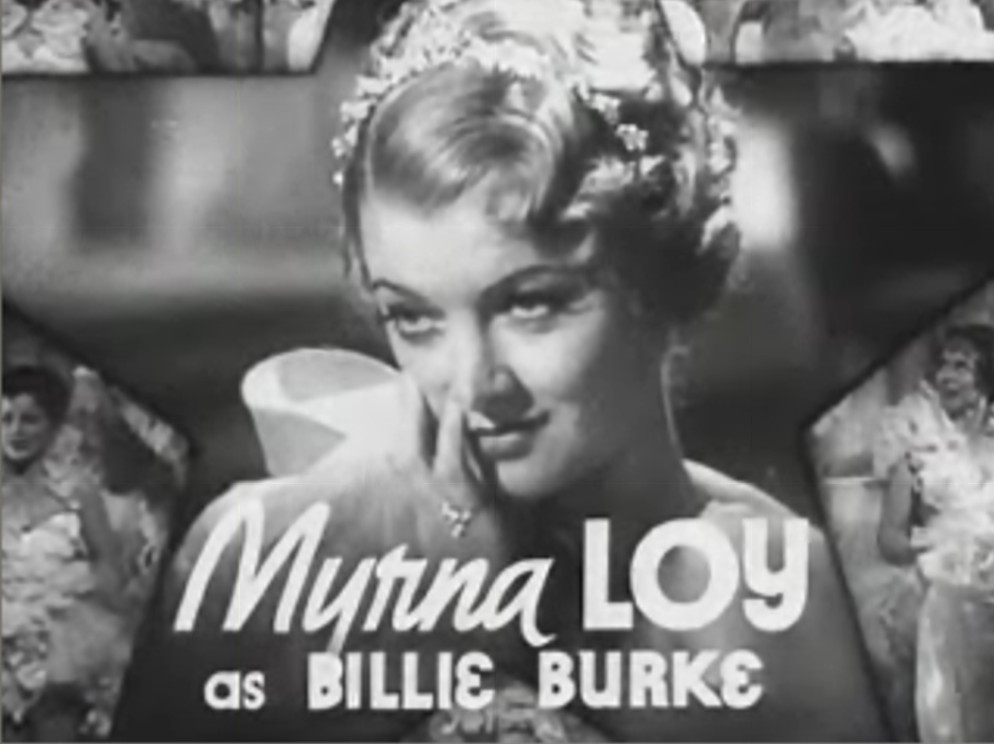
The Great Ziegfeld (1936).

- 1980 - Just Tell Me What You Want (br: Diga-me o que Você Quer)
- 1978 - The End (br: Se Não Me Mato, Morro )
- 1977 - It Happened at Lakewood Manor (TV) (br: O Ataque das Formigas)
- 1975 - Airport 1975 (br: Aeroporto 75)
- 1974 - The Elevator (TV) (br: O Elevador)
- 1974 - Indict and Convict (TV) (br: Indiciado e Condenado)
- 1972 - The Couple Takes a Wife (TV)
- 1971 - Do Not Fold, Spindle, or Mutilate (TV) (br: Não Dobre, Não Enrole, Não Mutile)
- 1971 - Death Takes a Holiday (TV)
- 1969 - The April Fools (br: Um Dia em Duas Vidas)
- 1960 - Midnight Lace (br: A Teia de Renda Negra)
- 1960 - From the Terrace (br: Paixões Desenfreadas)
- 1959 - Meet Me in St. Louis (TV)
- 1958 - Lonelyhearts (br: Por Um Pouco de Amor)
- 1956 - The Ambassador's Daughter (br: A Filha do Embaixador)
- 1952 - Belles on Their Toes (br: A Família do Gênio)
- 1950 - Cheaper by the Dozen (br: Papai batuta)
- 1949 - That Dangerous Age
- 1949 - The Red Pony (br: O Vale Da Ternura)
- 1948 - Mr. Blandings Builds His Dream House (br: Lar, Meu Tormento)
- 1947 - The Senator Was Indiscreet
- 1947 - Song of the Thin Man (br: A Canção dos Acusados)
- 1947 - The Bachelor and the Bobby-Soxer (br: O Solteirão Cobiçado)
- 1946 - The Best Years of Our Lives (br: Os Melhores Anos de Nossas Vidas)
- 1946 - So Goes My Love
- 1945 - The Thin Man Goes Home (br: Regresso Daquele Homem)
- 1941 - Shadow of the Thin Man (br: A Sombra dos Acusados)
- 1941 - Love Crazy (br: Meu Querido Maluco)
- 1940 - Third Finger, Left Hand
- 1940 - I Love You Again
- 1939 - Another Thin Man (br: O hotel dos Acusados)
- 1939 - The Rains Came (br: E As Chuvas Chegaram)
- 1939 - Lucky Night (br: Noite Feliz)
- 1938 - Too Hot to Handle (br: Sob os Céus dos Trópicos)
- 1938 - Test Pilot (br: Piloto de Provas)
- 1938 - Man-Proof
- 1937 - Double Wedding (br: Duplo Casamento)
- 1937 - Parnell (br: Parnell, O Rei Sem Coroa)
- 1936 - After the Thin Man (br: A Comédia dos Acusados)
- 1936 - Libeled Lady (br: Casado Com Minha Noiva)
- 1936 - To Mary - with Love (br: Esposo e Amante)
- 1936 - The Great Ziegfeld (br: Ziegfeld, o Criador de Estrelas)
- 1936 - Petticoat Fever
- 1936 - Wife vs. Secretary (br: Ciúmes)
- 1935 - Whipsaw (br: Uma Ladra Encantada)
- 1935 - Wings in the Dark (br: Asas nas Trevas)
- 1934 - Broadway Bill (br: A Vitória Será Tua)
- 1934 - Evelyn Prentice (br: Estratégia de Mulher)
- 1934 - Stamboul Quest
- 1934 - The Thin Man (br: A Ceia dos Acusados)
- 1934 - Manhattan Melodrama (br: Vencidos Pela Lei)
- 1934 - Men in White (br: Alma de Médico)
- 1933 - The Prizefighter and the Lady (br: O Pugilista e a Favorita)
- 1933 - Night Flight (br: Asas da noite)
- 1933 - Penthouse (filme) (br: Pela Vida de um Homem)
- 1933 - When Ladies Meet (br: A Rival da Esposa)
- 1933 - The Barbarian (br: Uma Noite no Cairo)
- 1933 - Topaze (br: Topaze)
- 1932 - The Animal Kingdom (br: Pouco Amor Não é Amor)
- 1932 - The Mask of Fu Manchu (br: A Máscara de Fu Manchu)
- 1932 - Thirteen Women
- 1932 - Love Me Tonight (br/pt: Ama-me Esta Noite)
- 1932 - New Morals for Old
- 1932 - The Woman in Room 13 (br:  A mulher do Quarto 13 )
- 1932 - The Wet Parade (br: E o Mundo Marcha)
- 1932 - Vanity Fair (br: Feira das Vaidades)
- 1932 - Emma (br: Emma)
- 1931 - Arrowsmith (br: Médico e Amante)
- 1931 - Consolation Marriage
- 1931 - Skyline
- 1931 - Transatlantic
- 1931 - Rebound
- 1931 - Hush Money
- 1931 - A Connecticut Yankee
- 1931 - Body and Soul (1931)
- 1931 - The Naughty Flirt
- 1930 - The Devil to Pay!
- 1930 - Rogue of the Rio Grande
- 1930 - The Truth About Youth
- 1930 - Renegades (1930) (br: Renegados)
- 1930 - The Bad Man
- 1930 - The Jazz Cinderella
- 1930 - The Last of the Duanes
- 1930 - Bride of the Regiment
- 1930 - Cock o' the Walk
- 1930 - Under a Texas Moon
- 1930 - Isle of Escape
- 1930 - Cameo Kirby
- 1929 - The Show of Shows
- 1929 - Evidence
- 1929 - The Great Divide
- 1929 - The Squall
- 1929 - The Black Watch (br: A Guarda Negra)
- 1929 - The Desert Song
- 1929 - Hardboiled Rose
- 1929 - Fancy Baggage
- 1928 - Noah's Ark
- 1928 - The Midnight Taxi
- 1928 - State Street Sadie
- 1928 - Pay as You Enter
- 1928 - The Crimson City
- 1928 - Turn Back the Hours
- 1928 - A Girl in Every Port (br: Uma Noiva em Cada Porto)
- 1928 - Beware of Married Men
- 1927 - Ham and Eggs at the Front
- 1927 - If I Were Single
- 1927 - The Girl from Chicago (br: Uma Pequena de Fora)
- 1927 - The Jazz Singer (br: O Cantor de Jazz)
- 1927 - A Sailor's Sweetheart
- 1927 - The Heart of Maryland
- 1927 - Simple Sis
- 1927 - The Climbers
- 1927 - Bitter Apples
- 1927 - When a Man Loves
- 1927 - Finger Prints
- 1926 - The Third Degree
- 1926 - Across the Pacific
- 1926 - Don Juan
- 1926 - So This Is Paris
- 1926 - Exquisite Sinner
- 1926 - The Gilded Highway
- 1926 - Why Girls Go Back Home
- 1926 - The Love Toy
- 1926 - The Caveman
- 1925 - Ben-Hur: A Tale of the Christ
- 1925 - Sporting Life
- 1925 - Pretty Ladies
- 1925 - The Wanderer (1925)
- 1925 - What Price Beauty?